# Manoscritto Yates Thompson 36
Il Manoscritto Yates Thompson 36 (ms. Yates Thompson 36) è un codice della Divina Commedia di Dante Alighieri conservato alla British Library di Londra.

## Storia e descrizione
Realizzato tra il 1444 e il 1450 per volontà del re di Napoli Alfonso V, appassionato bibliofilo e cultore della memoria dantesca, il codice contiene tutte e tre le cantiche del poema dantesco, il che lo rende prezioso da un punto di vista filologico. Gli artisti che vi furono chiamati ad operare le miniature furono i senesi Priamo della Quercia, che si occupò dell'Inferno e del Purgatorio (per lungo tempo si ritenne che fosse stato Lorenzo di Pietro il Vecchietta); e Giovanni di Paolo, che si occupò del Paradiso. Entrambi gli artisti realizzarono 115 scene miniate, caratterizzate dalla grande quantità di oro teso ad impreziosire il codice.
Il codice, trasmesso in eredità per via aragonse, fu conservato nel Monastero di San Miguel a Valencia dal 1513, per poi venire comprato da Henry Yates Thompson (da qui il nome dato al manoscritto). Questi morì nel 1928 e la vedova lo donò alla British Library, nel 1941.